# قسم أخند الريفي (مقاطعة عسلوية)
قسم أخند الريفي (بالفارسية: دهستان اخند) هي قسم تقع في إيران في قسم. يقدر عدد سكانها بـ 4,091 نسمة .